# Баландин, Юрий Николаевич
Юрий Николаевич Баландин (30 июня 1925, Саранск — 1 октября 2004, Москва) — советский партийный и государственный деятель, первый секретарь Костромского обкома КПСС (1971—1986), заместитель председателя Государственного агропромышленного комитета СССР (1986—1989).

## Биография
Русский. Окончил Московскую сельскохозяйственную академию им. К. А. Тимирязева в 1951 году. Кандидат экономических наук.
В 1943—1946 годах в Красной Армии, участник Великой Отечественной войны. Член ВКП(б) с 1944. Демобилизовался в звании старшего сержанта.
В 1955—1959 годах главный агроном Малинской МТС, научный сотрудник Института картофельного хозяйства в Московской области.
С 1959 года на партийной работе: помощник первого секретаря, заведующий отделом Московского обкома КПСС.
В 1961—1971 годах инструктор, заведующий сектором отдела организационно-партийной работы ЦК КПСС.
В 1971—1986 годах первый секретарь Костромского обкома КПСС,
В 1986—1989 годах заместитель председателя Государственного агропромышленного комитета СССР.
Член ЦК КПСС в 1976—1990 годах. Депутат Совета Союза Верховного Совета СССР 8-11 созывов от Оренбургской области.
С 1989 года на пенсии. Похоронен в Москве на Троекуровском кладбище.